# ささくれの木/やさしいさよなら
「ささくれの木/やさしいさよなら」は、愛名の1枚目のシングル。2005年6月1日にEMIミュージック・ジャパンから発売された。

## 概要
- 自身初のリリース作品であり、両A面シングルとなっている。
- 表題曲の「ささくれの木」は、TBS系『恋するハニカミ!』のテーマソング、「やさしいさよなら」は、テレビアニメ『ガラスの仮面』のエンディングテーマとして使用された。

## 収録曲
1. ささくれの木 [5:08]
作詞：遼花、作曲：愛名、編曲：本田優一郎
2. やさしいさよなら [4:35]
作詞：遼花、作曲：佐久間誠、編曲：大野宏明
3. ささくれの木（Instrumental）
4. やさしいさよなら（Instrumental）

## タイアップ
| 曲名             | タイアップ                                     |
| ---------------- | ---------------------------------------------- |
| ささくれの木     | TBS系『恋するハニカミ!』テーマソング           |
| やさしいさよなら | テレビアニメ『ガラスの仮面』エンディングテーマ |